# Stráža
Stráža is een Slowaakse gemeente in de regio Žilina, en maakt deel uit van het district Žilina.
Stráža telt 664 inwoners.